# Liste der Monuments historiques in Villoncourt
Die Liste der Monuments historiques in Villoncourt führt die Monuments historiques in der französischen Gemeinde Villoncourt auf.

## Liste der Objekte
| Bezeichnung                 | Beschreibung                                           | Standort                          | Kennzeichnung | Schutzstatus | Datum | Bild |
| --------------------------- | ------------------------------------------------------ | --------------------------------- | ------------- | ------------ | ----- | ---- |
| Skulptur Heiliger Silvester | 18. Jahrhundert                                        | in der Kirche St-Sylvestre (Lage) | PM88001855    | Inscrit      | 1984  |      |
| Hauptaltar                  | Holz, vergoldet, 18. Jahrhundert; zugehörig PM88000974 | in der Kirche St-Sylvestre (Lage) | PM88000973    | Classé       | 1985  |      |
| Tabernakel                  | Holz, vergoldet, 18. Jahrhundert                       | in der Kirche St-Sylvestre (Lage) | PM88000974    | Classé       | 1985  |      |
| Skulptur Madonna mit Kind   | 19. Jahrhundert                                        | in der Kirche St-Sylvestre (Lage) | PM88001856    | Inscrit      | 1984  |      |
| Monstranz                   | Goldschmiedearbeit, 19. Jahrhundert                    | in der Kirche St-Sylvestre (Lage) | PM88001854    | Inscrit      | 1984  |      |